# Yuri van Gelder
Yuri van Gelder (Waalwijk, 20 de abril de 1983) é um ginasta neerlandês, que compete em provas de ginástica artística, em um específico aparelho: as argolas.
Nascido em Brabante do Norte, van Gelder conquistou sua primeira vitória em sua especialidade, no Campeonato Europeu de Debrecen, na Hungria. No mesmo ano, tornou-se também o campeão no Mundial de Melbourne, na Austrália. No ano seguinte, no Campeonato Mundial de Aarhus, foi o medalhista de bronze e no Mundial de Stuttgart, o de prata.
Em 2009, conquistou seu bicampeonato europeu no aparelho - o terceiro ao todo -, no Europeu de Milão ao superar o búlgaro e também especialista na prova, Jordan Jovtchev. Em meados do mesmo ano, o ginasta passou por um teste antidoping, que acusou cocaína. A Federação Neerlandesa de Ginástica o suspendeu, meses mais tarde, por um ano. A medida, de acordo com as regras do COI, retirou suas possibilidades de participar dos Jogos Olímpicos de Verão de 2012, em Londres.